# Franz Seitz, Jr.
Franz Seitz, Jr. (22 de octubre de 1920 – 19 de enero de 2006) fue un productor, guionista, director y actor cinematográfico alemán. 

## Biografía
Nacido en Munich, Alemania, era hijo del cineasta Franz Seitz, Sr. y de la actriz Annie Terofal. Su hermano era el actor cómico Hans Terofal.
Tras participar en la Segunda Guerra Mundial, estudiar medicina durante un semestre, y ocuparse temporalmente como pintor artístico, Seitz empezó a trabajar en el cine. En sus comienzos produjo, en colaboración con su padre, filmes regionales. En los años 1960 continuó sobre todo con comedias, además de cintas de ficción, escogiendo las adaptaciones de libros de escritores como Thomas Mann, entre otros. Así, su mayor éxito fue la adaptación al cine de una obra de Günter Grass, El tambor de hojalata, película que fue dirigida por Volker Schlöndorff. En total, a lo largo de su carrera 1951 y 2006 produjo 74 películas.
En 1982 Seitz rodó Doctor Faustus película que ganó el Premio de Plata del Festival Internacional de Cine de Moscú de 1983. Ese musmo año fue miembro del jurado del Festival Internacional de Cine de Berlín, y en 1991 su film Erfolg fue presentado en el Festival Internacional de Cine de Berlín. Además, en 1997 recibió el premio Berlinale Camera del Festival Internacional de Cine de Berlín de ese año.
Franz Seitz, Jr. falleció por causas naturales en 2006 en Munich, Alemania. Tenía 84 años de edad. Fue enterrado en el cementerio de Schliersee, Alemania.

## Selección de su filmografía

### Productor
| - 1951: Der letzte Schuss - 1953: Die vertagte Hochzeitsnacht - 1953: Moselfahrt aus Liebeskummer - 1954: Die süßesten Früchte - 1955: Es geschah am 20. Juli - 1956: Der Meineidbauer - 1956: Kleiner Mann – ganz groß - 1957: Die Zwillinge vom Zillertal - 1958: Die grünen Teufel von Monte Cassino - 1958: Mein Schatz ist aus Tirol - 1959: Ja, so ein Mädchen mit sechzehn - 1959: Die feuerrote Baronesse - 1959: Bei der blonden Kathrein - 1960: Schick deine Frau nicht nach Italien - 1960: Schön ist die Liebe am Königssee - 1960: Die zornigen jungen Männer - 1961: Isola Bella - 1962: Der verkaufte Großvater - 1962: Das schwarz-weiß-rote Himmelbett - 1962: Muß i denn zum Städtele hinaus - 1963: Moral 63 - 1963: Ferien vom Ich - 1964: Kennwort: Reiher - 1964: Tonio Kröger - 1964: Lausbubengeschichten - 1964: Die schwedische Jungfrau - 1965: Die fromme Helene - 1965: An der Donau, wenn der Wein blüht - 1965: Tante Frieda – Neue Lausbubengeschichten - 1965: Ich suche einen Mann - 1965: Der junge Törless - 1966: Grieche sucht Griechin | - 1966: Stella - 1966: Onkel Filser – Allerneueste Lausbubengeschichten - 1967: Der Paukenspieler - 1967: Fast ein Held – Die Abenteuer des braven Kommandanten Küppers - 1967: Liebesnächte in der Taiga - 1967: Wenn Ludwig ins Manöver zieht - 1968: Die Lümmel von der ersten Bank: Zur Hölle mit den Paukern - 1969: Die Lümmel von der ersten Bank: Pepe, der Paukerschreck - 1969: Ludwig auf Freiersfüßen - 1969: Die Lümmel von der ersten Bank: Hurra, die Schule brennt! - 1970: Die Lümmel von der ersten Bank: Wir hau’n die Pauker in die Pfanne - 1970: Das Glöcklein unterm Himmelbett - 1971: Die Lümmel von der ersten Bank: Morgen fällt die Schule aus - 1971: Der Kapitän - 1972: Die Lümmel von der ersten Bank: Betragen ungenügend! - 1973: Das fliegende Klassenzimmer - 1974: Als Mutter streikte - 1975: Abelard - 1977: Unordnung und frühes Leid - 1979: El tambor de hojalata - 1982: Der Zauberberg - 1982: Doktor Faustus - 1985: Big Mäc - 1989: Joseph Filser – Bilder aus dem Leben eines Bayerischen Abgeordneten |

### Guionista
| - 1950: Die Sterne lügen nicht - 1957: Kleiner Mann – ganz groß - 1962: Das schwarz-weiß-rote Himmelbett - 1964: Lausbubengeschichten - 1964: Wälsungenblut - 1965: Die Herren - 1965: Tante Frieda – Neue Lausbubengeschichten - 1966: Grieche sucht Griechin - 1966: Onkel Filser – Allerneueste Lausbubengeschichten - 1967: Der Paukenspieler - 1967: Wenn Ludwig ins Manöver zieht - 1968: Van de Velde: Die vollkommene Ehe - 1969: Ludwig auf Freiersfüßen - 1969: Dr. med. Fabian – Lachen ist die beste Medizin - 1970: Das Glöcklein unterm Himmelbett - 1971: Der Kapitän - 1972: Lilli – die Braut der Kompanie | - 1973: Versuchung im Sommerwind - 1973: Das fliegende Klassenzimmer - 1974: Als Mutter streikte - 1975: Abelard - 1977: Unordnung und frühes Leid - 1977: Die Jugendstreiche des Knaben Karl - 1979: Die Blechtrommel - 1982: Doktor Faustus - 1985: Big Mäc - 1989: Sukkubus – den Teufel im Leib - 1991: Erfolg - 1994: Die goldene Gans - 2006: Glück auf vier Rädern |

### Director
- 1954: Ein Mädchen aus Paris
- 1965: Die Herren
- 1967: Der Paukenspieler
- 1969: Ludwig auf Freiersfüßen
- 1975: Abelard
- 1977: Unordnung und frühes Leid
- 1977: Die Jugendstreiche des Knaben Karl
- 1982: Doktor Faustus
- 1985: Flammenzeichen
- 1991: Erfolg
- 1994: Die goldene Gans

### Actor
- 1973: Der Fußgänger